# Marvin Krüger
Marvin Krüger (* 21. November 1989 in Berlin) ist ein ehemaliger deutscher Eishockeyspieler.

## Karriere
Krüger debütierte 2005 in der Deutschen Nachwuchsliga und schaffte 2009 den Sprung in den Kader der DEL-Mannschaft der Hannover Scorpions. Nach zwei Jahren bei den ECC Preussen Juniors, wechselte der Angreifer zum SC Bietigheim-Bissingen, wo er abermals nach zwei Jahren wieder zurück an die Spree wechselte. Mit den ECC Preussen Juniors Berlin gewann der Rechtsschütze 2009 die Meisterschaft in der Regionalliga Nord/Ost.
Mit einer Förderlizenz der Hannover Scorpions ausgestattet, spielte Marvin Krüger während der Saison 2009/10 für den REV Bremerhaven in der 2. Bundesliga.
In seiner ersten Profi Saison 2009/10 wurde Marvin Krüger außerdem Deutscher Meister mit den Hannover Scorpions. Nach vier weiteren Saisons für die Scorpions wechselte Krüger am Anfang der Saison 2013/14 zu den Thomas Sabo Ice Tigers nach Nürnberg. Diese verließ er aber schon nach einer Saison wieder in Richtung Heilbronn und lief ab der Saison 2014/15 für die dort spielenden Falken auf. 2017 wechselte er wieder zu den Preussen in die Oberliga, 2019 ging er nach Rostock und 2020 wieder zurück nach Berlin, diesmal zu FASS, wo er allerdings kurz nach Saisonbeginn um die Auflösung seines Vertrags bat und seine Karriere beendete, ohne ein Ligaspiel für seinen neuen Verein zu absolvieren.

## Erfolge und Auszeichnungen
- Vizemeister der Regionalliga Nord-Ost 2007/08
- Meister der Regionalliga Ost 2008/09
- Deutscher Meister 2009/10

## Karrierestatistik
(Legende zur Spielerstatistik: Sp oder GP = absolvierte Spiele; T oder G = erzielte Tore; V oder A = erzielte Assists; Pkt oder Pts = erzielte Scorerpunkte; SM oder PIM = erhaltene Strafminuten; +/− = Plus/Minus-Bilanz; PP = erzielte Überzahltore; SH = erzielte Unterzahltore; GW = erzielte Siegtore; 1 Play-downs/Relegation; Kursiv: Statistik nicht vollständig)